# Booktype
 Booktype  — свободное программное обеспечение open source для создания (самостоятельно или в соавторстве), редактирования и публикования книг и документации в форматах PDF, ePub, .mobi, ODT и HTML. Проект был запущен компанией Sourcefabric в феврале 2012. До этого времени Booktype был частью программного обеспечения Booki.сс, управляемого
FLOSS Manuals. Распространяется под лицензией GNU GPL.
Проектом руководит Adam Hyde.

## Описание программы
Booktype — это программное обеспечение с открытым кодом для создания и редактирования книг и документации. Booktype позволяет разрабатывать хорошо отредактированные книги для печати, публикации или чтения на pdf, epub, mobi, odt, html и др. в цифровом формате или для печати. Booktype позволяет обновлять или клонировать книги, для хранения и редактирования контента учебников, архивирование старых версий, создания сборников научных работ. Подходит для художественных книг, а также для образовательного и технического материала.

## Основные возможности
- Создание художественной литературы в электронном виде или в формате для печати в типографии.
- Документация и мануалы, разработка материалов для образовательного процесса, научных диссертаций, учебников и пособий.
- Локальная установка программы или размещение на сервере для доступа других пользователей. Установка Booktype доступна любому пользователю с помощью веб-браузера (Internet Explorer не поддерживается, используйте Chrome или Firefox)
- Хранение архивных материалов, индивидуальной истории книги, создание версий, клонов, редактирование, импорт контента в формат pdf, epub, mobi, odt, html и др. цифровых форматах для iPad, Kindle, Nook или для печати.
- Использование разнообразных шрифтов, иллюстраций, таблиц, разработка собственного дизайна для различных форматов.
- Экспорт контента для размещения в Интернет-магазинах и книжных магазинах на Amazon, iBooks, Lulu.com и др.
- Создание контента в соавторстве. Распределение прав доступа между соавторами.
- Управление правами доступа и лицензионным соглашением.
- Платформа для создания собственного сообщества с использованием инструментов социальных сетей, мобильных, планшетных, e-book технологий.

## Информационная поддержка общества
- Поддержка пользователей на форуме, подписка на обновления системы.
- Документация Архивная копия от 17 августа 2012 на Wayback Machine об установке и использовании Booktype.[7]
- Система отслеживания ошибок
- Обучающие видеоролики (недоступная ссылка)

## Системные требования для установки
- Если Вы не хотите устанавливать Booktype к себе на сервер, то, возможно, вам понравится вариант работы на сайте сообщества www.booki.cc, который работает на базе Booktype.
- Работает на платформах Linux: Unix, Debian/Ubuntu, а также на сервере OSX[8]
- Python, минимум 2.5 (http://www.python.org/)
- PostgreSQL (рекомендуется) или Sqlite3 (не рекомендуется)
- Psycopg (должен быть этот адаптер с PostgreSQL)
- git repository manager (http://git-scm.com/)
- Python Set Up Tools и pip (http://pypi.python.org/pypi/pip)
- Django, минимальная версия 1.2 (http://www.djangoproject.com/)
- SimpleJSON
- Redis (http://redis.io/)
- South (http://south.aeracode.org/)
- lxml (https://web.archive.org/web/20100202032657/http://codespeak.net/lxml/)
- Unidecode (http://pypi.python.org/pypi/Unidecode)
- Системные требования к компьютеру — процессор 3 Gb и процессор 1 ГГц.

```
 
https://github.com/sourcefabric/Booktype/blob/master/INSTALL (недоступная+ссылка)
```